# Municipio de Ash Grove (condado de Shelby)
El municipio de Ash Grove (en inglés: Ash Grove Township) es un municipio ubicado en el condado de Shelby en el estado estadounidense de Illinois. En el año 2010 tenía una población de 479 habitantes y una densidad poblacional de 4,36 personas por km².

## Geografía
El municipio de Ash Grove se encuentra ubicado en las coordenadas 39°24′8″N 88°31′24″O / 39.40222, -88.52333. Según la Oficina del Censo de los Estados Unidos, el municipio tiene una superficie total de 109.76 km², de la cual 109,07 km² corresponden a tierra firme y (0,63 %) 0,69 km² es agua.

## Demografía
Según el censo de 2010, había 479 personas residiendo en el municipio de Ash Grove. La densidad de población era de 4,36 hab./km². De los 479 habitantes, el municipio de Ash Grove estaba compuesto por el 98,54 % blancos, el 0,21 % eran afroamericanos, el 0,42 % eran de otras razas y el 0,84 % eran de una mezcla de razas. Del total de la población el 1,46 % eran hispanos o latinos de cualquier raza.